# Meszlényi Gyula
Meszleni Meszlényi Gyula (Velence, 1832. január 22. – Szatmárnémeti, 1905. március 15.) szatmári püspök.

## Származása
Az ősrégi nemesi származású meszléni Meszlényi család sarja. Édesapja, meszléni Meszlényi Károly (1798-1878) földbirtokos, Fejér vármegye alispánja, és édesanyja, Pfisterer Teréz (1800–1840) volt. Anyai nagyszülei Pfisterer András (1759-1825) budai főorvos, király tanácsos és meszléni Meszlényi Borbála (1777–1824) voltak. Apai nagyszülei meszléni Meszlényi Ferenc fejéri főszolgabíró (1769–1854) és Tomassich Teréz (1768–1802) voltak. Édesapja unokatestvére meszléni Meszlényi Teréz (1809–1865) Kossuth Lajos felesége volt, akinek az öccse meszléni Meszlényi Rezső (1813–1848) fejéri követ pedig Kossuth Zsuzsannát vette el.

## Élete
A gimnáziumot Pécsett, majd Székesfehérváron járta. 1847-ben az esztergomi papnövendékek közé lépett és a 7. osztályt Nagyszombatban, a 8.-at pedig Pécsett végezte. A teológiát mint a Pázmáneum növendéke Bécsben hallgatta, majd beutazta Olasz-, Francia- és Németországot, ill. Svájc egy részét. Befejezve itt tanulmányait, az 1853 novemberében tanulmányi felügyelő lett Nagyszombatban az érseki konviktusban.
1854-ben áldozópappá szentelték. Ekkor lett gimnáziumi tanár, majd 1857-1866 között (Scitovszky János) hercegprimási levéltárnok, 1862-ben IX. Piusz pápa titkos kamarása, 1863-ban érseki titkár, 1866-1881 között komáromi plébános, 1869-ben szent Mórról nevezett báti apát, 1881-1887 között esztergomi kanonok és az esztergomi papnevelő kormányzója lett, végül 1887-ben szatmári püspök. A szent sírrend lovagja. 1903-től valóságos belső titkos tanácsos. 1904-ben pápa trónálló házi prelátusa és római gróf lett. 1905-ben I. oszt. vaskoronarenddel tüntették ki.
Nagysomkúton és Csapon plébániát létesített, 14 templomot részint újból építtetett, részint megújíttatott, évi 3844 forinttal járul a tanítók fizetésének kiegészítéséhez, szülőföldjén leányiskolát alapított. Mint püspök visszavonultan él és a napi politikába csak akkor avatkozik, mikor főpásztori kötelességei ezt múlhatatlanul megkívánják.

## Emlékezete
- Meszlényi Gyula – Az alkotó püspök (film)

## Művei
- 1876 La Salette. A bold. szűz Mária, mint fájdalmas anya megjelenésének leírása Francziaországban, a la Salettehegységben. Magyar Sion
- 1878 IX. Pius pápa halálakor. A pápa halála, temetése és a konklave. Lonovits J. után. Komárom
- 1888 Sermo pastoralis quem occasione suae in sedem episcopalem solemnis introductionis ad clerum dioecesanum habuit ... episcopus Szathmáriensis. Szathmarini
- 1894 Boldog emlékű Hám János egyházi szent beszédei I-II.
- 1900 Bibliotheca Laurenziana. A szatmári egyházmegyének ... Schlauch Lőrincz kardinális ur által szatmári püspök korában kegyesen ajándékozott Török János-féle könyvtárnak névjegyzéke
- 1905: Szentek élete I-II.